# Robin Rieksneuwöhner
Robin Rieksneuwöhner (* 27. November 1985 in Verl, Nordrhein-Westfalen) ist ein deutscher Politiker und seit dem 1. Februar 2024  Bürgermeister der Stadt Verl. Er ist Mitglied der CDU.

## Leben
Rieksneuwöhner erlangte das Abitur am Gymnasium Verl und absolvierte von 2005 bis 2008 eine Ausbildung zum Bankkaufmann. Seit 2008 arbeitet er für die Kreissparkasse Wiedenbrück. Dort ist er stellvertretender Leiter des Bereichs „PrivateBanking“. Berufsbegleitend erlangte er 2012 den Bachelor im Studiengang „Finance“ an der Hochschule der Sparkassen-Finanzgruppe Bonn (heute Hochschule für Finanzwirtschaft und Management) und 2018 den Master in Wirtschaftswissenschaften an der Fernuniversität in Hagen. Nebenberuflich lehrt er als Dozent an der Sparkassenakademie Nordrhein-Westfalen und als Lehrbeauftragter des Fachbereichs „Strategisches Bank- und Vertriebsmanagement“ an der Hochschule für Finanzwirtschaft und Management in Bonn.
Rieksneuwöhner ist seit 2019 verheiratet und lebt mit seiner Ehefrau in Verl-Kaunitz.

## Politik
Seit 2013 ist Rieksneuwöhner stellvertretender CDU-Stadtverbandsvorsitzender und stellvertretender Vorsitzender des CDU-Kreisverbandes Gütersloh. Seit 2014 sitzt er im Rat der Stadt Verl, wo er als 1. stellvertretender CDU-Fraktionsvorsitzender amtiert. Er gehört auch als Beisitzer dem Bezirksvorstand der CDU-OWL an.
Nachdem der vorherige Bürgermeister von Verl, Michael Esken, im September 2023 die Präsidentschaft der Gemeindeprüfungsanstalt Nordrhein-Westfalen übernahm, wurde eine erneute Bürgermeisterwahl innerhalb der laufenden Wahlperiode notwendig. Bei der Wahl am 21. Januar 2024 setzte sich Rieksneuwöhner mit einem Stimmenanteil von 66,37 % gegen Jan Böttcher (parteilos) durch. Er trat das Amt zum 1. Februar 2024 an.